# Onofrio della Cava
Onofrio di Giordano della Cava - talijanski graditelj, rodom iz Napulja.
Autor dubrovačkog vodovoda i dviju fontana u starom Gradu. 
U razdoblju od 1435. do 1442 godine, projektirao je i izgradio vodovod kojim je pitka voda iz Šumeta u Rijeci dubrovačkoj dovedena u Dubrovnik.

## Djela
- Mala Onofrijeva česma
- Velika Onofrijeva česma

## Vanjske poveznice
- Onofrio di Giordano della Cava i Knežev dvor u Dubrovniku
- Čudo vode: prolegomena za ranorenesansni vodovod u Dubrovniku